# Glannapontius maculatus
Glannapontius maculatus is een eenoogkreeftjessoort uit de familie van de Artotrogidae. De wetenschappelijke naam van de soort is voor het eerst geldig gepubliceerd in 1998 door Holmes.